# ده فرمان (فیلم ۱۹۵۶)
ده فرمان (به انگلیسی: The Ten Commandments) فیلمی حماسی-تاریخی به کارگردانی سیسیل بی. دمیل، محصول سال ۱۹۵۶ کمپانی آمریکایی پارامونت است که بر اساس زندگی موسی شکل گرفته است.
این فیلم خیلی زود مورد توجه منتقدان و تماشاگران عام، نه تنها در ایالات متحده که در تمام نقاط جهان، قرار گرفت. چندی نگذشت که محبوبیتی بی‌نظیر کسب کرد تا آنجا که هنوز هم بر اساس محاسبه تورم ششمین فیلم پرفروش تاریخ سینمای جهان است.
ماجرای فیلم از تولد موسی و به آب انداختنش توسط خواهر و مادر او آغاز شده و با گذر از تقریباً وقایع مهم زندگی این پیامبر خدا به عبور دادن قوم یهود از رود اردن توسط موسی و خداحافظیش از خانواده و عروجش به ملکوت اعلی می‌انجامد. در فیلم ستارگانی همچون چارلتون هستون، یول برینر، آن بکستر، ادوارد جی. رابینسون نقش آفرینی می‌کنند.
فیلم در بخش‌های متعددی نامزد جایزه اسکار شد و توانست جایزه اسکار بهترین جلوه‌های ویژه را به خاطر صحنه به‌یادماندنی شکافتن دریا توسط موسی که از صحنه‌های حماسی تاریخ سینماست از ان خود کرد.
در سال ۲۰۰۸ بنیاد فیلم آمریکا این فیلم را به عنوان دهمین فیلم بزرگ ژانر حماسی در تاریخ سینما برگزید.

## بازیگران
- چارلتون هستون (موسی)
- یول برینر (فرعون رامسس دوم)
- آن بکستر (نفرتی تی)
- ادوارد جی. رابینسون (سامری)

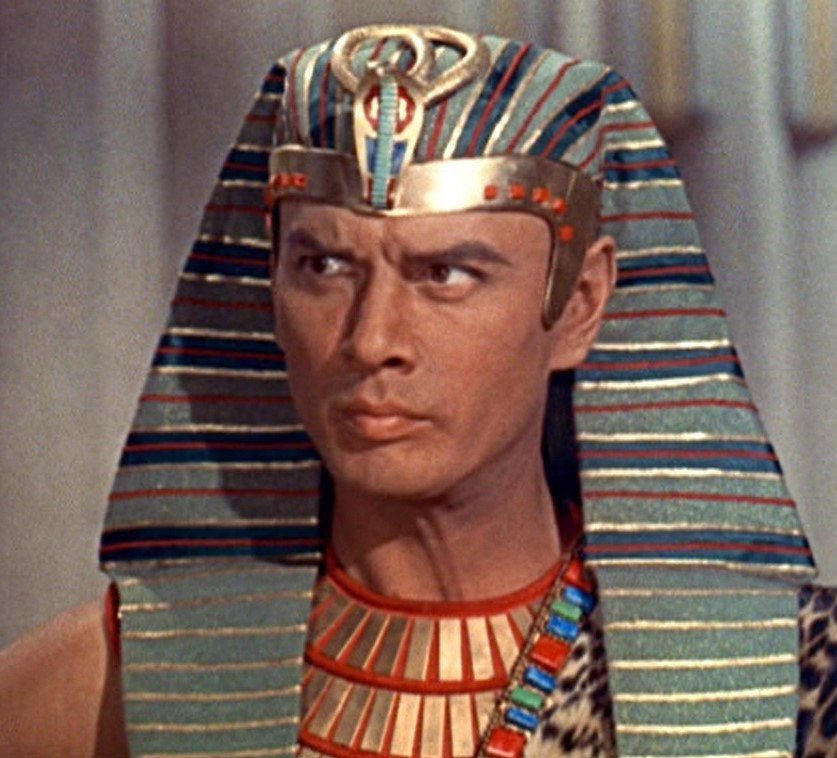
یول برینر در نقش فرعون رامسس دوم

- ایوان دکارلو (صفورا، زن موسی و دختر شعیب)
- دبرا پاجت (لیلیا)
- جان درک (یوشع)
- نینا فوخ (آسیه)
- مارتا اسکات (یوکابه)
- فرانک هاگنی
- آنسلو استیونس
- ادوارد اِرل
- میکی سیمپسون
- زبدی کُلت
- استیو دارل

## داستان
موسی به عنوان شاهزاده‌ای مصری، محبوبیت پیدا می‌کند و حتی بیش‌تر از پسر فرعون، رامسس، مورد توجه قرار می‌گیرد. با این همه، خیلی زود نسب واقعی او فاش می‌شود و به تبعید سر به بیابان می‌گذارد. ماجرای این فیلم از تولد موسی و به آب انداختنش توسط خواهر و مادرش آغاز شده و با گذر از تقریباً تمامی وقایع مهم زندگی این پیامبر خدا به عبور دادن قوم یهود از رود اردن توسط ایشان و خداحافظیش از خانواده و عروجش به ملکوت اعلی می‌انجامد.

## جوایز اسکار
- برنده اسکار بهترین جلوه‌های ویژه برای جان فالتون
- نامزد جایزه اسکار بهترین فیلم
- نامزد جایزه اسکار بهترین طراحی صحنه (رنگی) برای هال پریرا، والتر تایلر و آلبرت نوزاکی
- نامزد جایزه اسکار بهترین طراحی لباس (رنگی) برای ادیت هید، جان جنسن و رالف جستر
- نامزد جایزه اسکار بهترین تدوین برای آن بوچنز